# Pán Péter (film, 1924)
A Pán Péter (eredeti cím: Pan Peter) 1924-ben bemutatott fekete-fehér, egész estés amerikai film, amely az 1906-ban írt Pán Péter a Kensington Parkban című regény alapján készült. A Paramount Pictures forgalmazta.
Amerikában 1924. december 29-én mutatták be a mozikban.

## Szereplők
| Szereplő                 | Színész               |
| ------------------------ | --------------------- |
| Peter Pan                | Betty Bronson         |
| Captain Hook             | Ernest Torrence       |
| Wendy Darling            | Mary Brian            |
| John Darling             | Jack Murphy           |
| Michael Darling          | Philippe De Lacy      |
| Tinker Bell              | Virginia Browne Faire |
| Nana a kutya és krokodil | George Ali            |
| Mrs. Darling             | Esther Ralston        |
| Mr. Darling              | Cyril Chadwick        |
| Tiger Lily               | Anna May Wong         |
| Tootles                  | Maurice Murphy        |
| Slightly                 | Mickey McBan          |
| Curly                    | George Crane Jr.      |
| 1st Twin                 | Winston Doty          |
| 2nd Twin                 | Weston Doty           |
| Nibs                     | Terence McMillan      |
| Gentleman Starkey        | Louis Morrison        |
| Smee                     | Edward Kipling        |